# جانکارلو د کارلو
 جانکارلو د کارلو (انگلیسی: Giancarlo De Carlo؛ ۱۲ دسامبر ۱۹۱۹ – ۴ ژوئن ۲۰۰۵) یک معمار اهل ایتالیا بود. او از اعضا سابق تیم 10 و از حامیان طراحی مشارکتی بود. مدرنیسم را تقلیل گرا می داسنت و به دنبال راه های تازه ای برای توسعه معماری بود. از مهم ترین آثار او میتوان به کتاب جامعه معماری اشاره کرد.